# Рубежное (Чечня)
Рубе́жное (чечен. Рубежни) — село в Наурском районе Чеченской Республики. Село образует Рубежненское сельское поселение.

## География
Расположено на левом берегу реки Терек; южнее села проходит оросительный канал Наурский Дотационный, севернее — канал Наурско-Шелковская ветвь.
Ближайшие населённые пункты: на северо-востоке — село Свободное, на северо-западе — село Дальнее, на юго-западе — станица Ищёрская, на востоке — село Алпатово.

## История
До 1958 года будущее село Рубежное являлось отделением виноградарского совхоза «Наурский», центральная усадьба которого находилась в селе Алпатово, затем было преобразовано в винсовхоз «Советская Россия». Совхоз имел до 2,5 тысяч гектаров виноградников. В этот период в посёлок переселились бывшие жители Шатойского района, проживавшие там до депортации. В 1970-х годах в совхозе заработал винзавод. В посёлке строилось жильё квартирного типа, существовало профучилище.

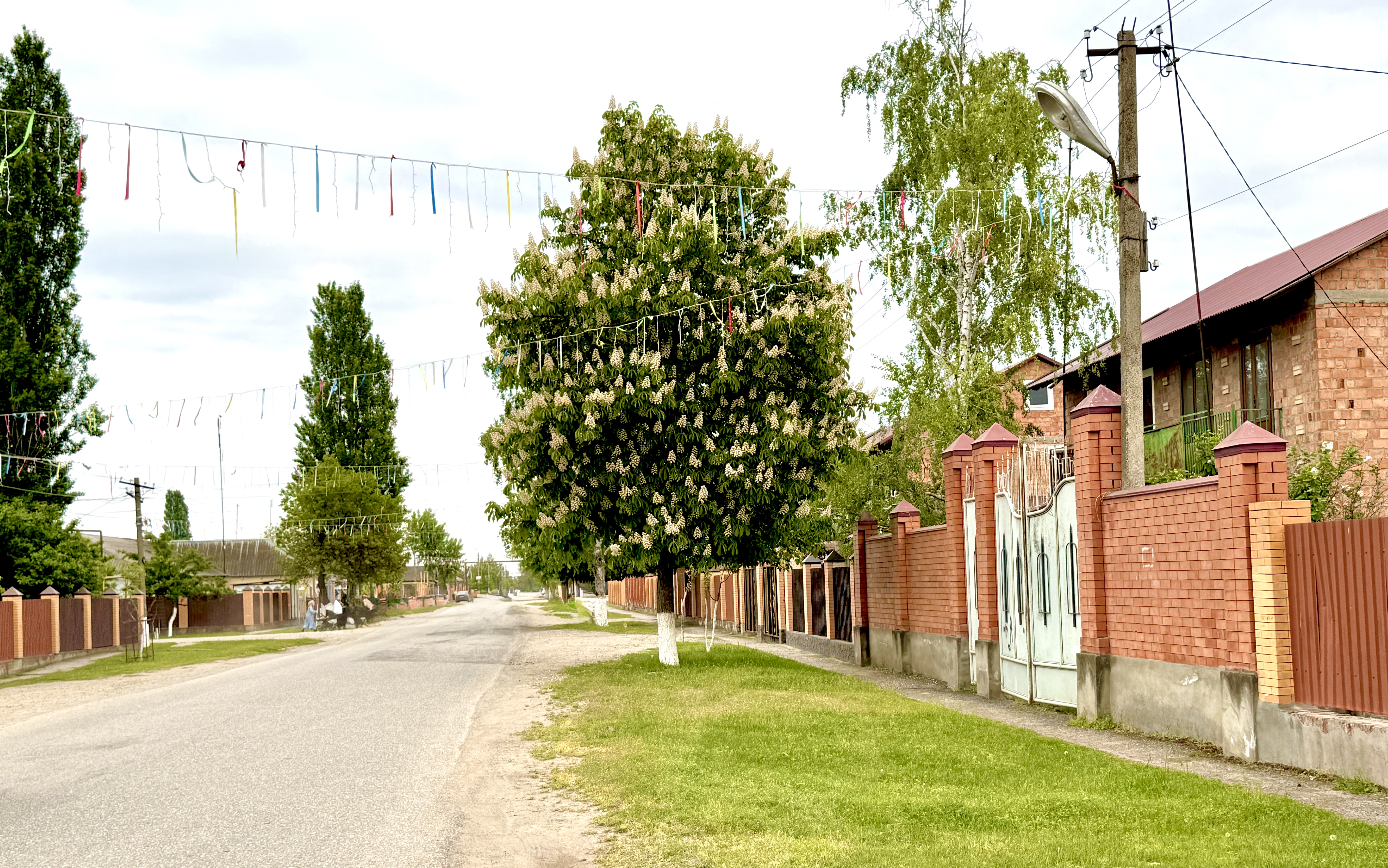
улица в Рубежном

В 1977 году Указом Президиума ВС РСФСР посёлок центральной усадьбы винсовхоза «Советская Россия» переименован в село Рубежное. Выбор названия был связан с тем, что в годы Великой Отечественной войны в данном районе проходил оборонительный рубеж. На 1 января 1990 года село Рубежное было центром Будённовского сельсовета (название — в честь С. М. Будённого) Наурского района Чечено-Ингушской АССР, в состав которого также входило отделение № 3 винсовхоза.

## Население
| 1990  | 2002  | 2010  | 2012  | 2013  | 2014  | 2015  |
| ----- | ----- | ----- | ----- | ----- | ----- | ----- |
| 2010  | ↗2508 | ↗2643 | ↗2682 | →2682 | ↗2706 | ↗2747 |
| 2016  | 2017  | 2018  | 2019  | 2020  | 2021  | 2023  |
| ↗2780 | ↗2782 | ↗2796 | ↗2802 | ↘2798 | ↗2888 | ↗2904 |
| 2024  |       |       |       |       |       |       |
| ↗2938 |       |       |       |       |       |       |

По данным переписи 2002 года, в селе проживало 2508 человек (1166 мужчин, 1342 женщины), 89 % населения составляли чеченцы.
Национальный состав населения станицы по данным Всероссийской переписи населения 2010 года:
| Народ      | Численность, чел. | Доля от всего населения, % |
| ---------- | ----------------- | -------------------------- |
| чеченцы    | 2444              | 92,47 %                    |
| русские    | 148               | 5,60 %                     |
| турки      | 17                | 0,64 %                     |
| другие     | 27                | 1,02 %                     |
| не указали | 7                 | 0,26 %                     |
| всего      | 2643              | 100,00 %                   |